# Teodoro Sampaio (Bahía)
Teodoro Sampaio es un municipio brasileño del estado de Bahía. Se localiza a cien kilómetros de la capital del estado, Salvador. Cuando era distrito de Santo Amaro de la Purificación, se llamaba "del Buen Jardín".
Se localiza a una latitud 12º17'36" sur y a una longitud 38º37'42" oeste, estando a una altitud de 121 metros. Su población estimada en 2004 era de 8.516 habitantes.
Fue creado en 1839 por la Ley Provincial 99. Se separó de Santo Amaro de la Purificación, emancipándose el 20 de octubre de 1961, por la Ley Estatal 1.534.